# 陳慧 (作家)
陳慧（1960年—），原名陳偉儀，祖籍福建，生于香港，香港作家及電影編劇。其小說作品《拾香紀》獲得香港中文文學雙年獎1997年—1998年度的小說組獎項；小說《 浪遊黑羊事件簿2、3》 則獲得第二十八屆「湯清基督教文藝獎」(文藝創作組推薦獎)；  小說作品《弟弟》獲得 2023年臺灣文學金典獎。已出版多本小說及短篇作品，亦有於不同媒介撰寫文稿及出席講座等，其作品多以香港本土作為背景，以書寫香港男女的感情生活作為其作品的明顯風格。2006-2018任職香港演藝學院電影電視學院編劇高級講師，現為國立臺北藝術大學電影創作學系客座副教授。於2016年11月28日當選香港藝術發展局委員，並為文學組別主席。

## 生平
陳慧祖籍福建，於香港出生、長大及受教育。於中五畢業後投身過不同的行業，當中包括糖果廠的包裝人員、辦公室文員及營業員等。後來投身電影編劇一職達八年，參與過多部電影的編劇工作，包括《A計劃》、《雙龍出海》、《智勇三寶》、《麻麻帆帆》、《甜蜜蜜》、《金枝玉葉2》、《紫雨風暴》、《二人三足》及《十月圍城》等。後來投身商業電台的節目監製亦達九年，終在1996年離開一切工作而成為全職作家。近年亦有出席不同類型的講座及擔任香港各大專院校的寫作導師
。

## 作品
- 小說及短篇故事
  - 《拾香紀—1974～1996》，1998年5月，ISBN 962852921802
  - 《味道/聲音》，1998年，ISBN 96285292283
  - 《補充練習》，1999年5月1日，ISBN 96285292348
  - 《人間少年遊》，2001年2月28日，ISBN 9629932903
  - 《物以情聚》散文集，2001年，ISBN 9629735709
  - 《四季歌》，2000年7月31日/2002年1月1日，ISBN 9629932040/ISBN 9629930889
  - 《看過去》，2002年6月19日，ISBN 9609937646
  - 《好味道》，2002年7月31日，ISBN 9629937832
  - 《貓地方誌》（合著），2004年12月13日 ISBN 9628654470
    - 陳慧〈浪遊貓事件簿之「日出日落，再見北角村」〉說的是關於北角村流浪貓的故事。

  - 《愛情戲》，2005年7月5日，ISBN 9882111777
  - 《小事情》，2006年3月24日，ISBN 9882115241
  - 《浪遊黑羊事件簿1》，2006年7月，ISBN 9789628838
  - 《愛未來》，2006年7月19日，ISBN 9882115578
  - 《愛情街道圖》，2006年8月2日，ISBN 9889798786
  - 《浪遊黑羊事件簿2》，2007年1月，ISBN 9789628838530
  - 《浪遊黑羊事件簿3》，2007年1月，ISBN 9789628838639
  - 《他和她的二三事》，2008年7月，ISBN 9789882119376
    - 收錄文章自2002年至2003年刊於《成報》副刊「談天說地版」內部份短篇愛情故事，合共122篇，但仍有40多篇「滄海遺珠」沒有收錄。

  - 《女人戲》，2009年5月，ISBN 9789882190528
  - 《心如鐵》，2013年7月，ISBN 9789888254088
  - 《電影小說》，2014年2月，ISBN 9789881304827
    - 陳慧〈小念頭〉回應的是關於香港功夫電影的故事。

  - 《年代小說．記住香港》（合著），2016年1月，ISBN 9789881299291
    - 陳慧〈日光之下〉說的是關於1960年代的故事。

  - 《K》，2016年7月，ISBN 9789888257362
  - 《全日供應 All Day Breakfast》（合著），2017年2月台北書展限定，2017年3月香港發行，ISBN 9789887784555
    - 陳慧〈金銅旺飛行少女〉說的是一名參與佔領運動的少女故事。

  - 《自由如綠》（合著），2018年4月，ISBN 9789887866909
    - 陳慧〈寧靜不昧〉說的是關於油柑子樹的故事。

  - 《我香港，我街道》（合著），2020年12月，ISBN 9789863597599
    - 陳慧〈不是流金其實是鏽〉說的是一個發生在尖沙咀金巴利道的親情故事

  - 《我香港，我街道2：全球華人作家齊寫香港》（合著），2021年4月，ISBN 9789863598824
    - 陳慧推薦序〈一片冰心在玉壺〉

  - 《孤絕之島：後疫情時代的我們》（合著），2021年12月，ISBN 9786263140790
    - 陳慧〈白蝶〉

  - 《弟弟》，2022年12月，ISBN 9786263142848
  - 《拾香紀・焚香紀》，2023年12月，ISBN 9786263145382
  - 《小暴力》，2024年10月，ISBN 9786263147218

## 改編及劇本
- 香港電台作品
  - 寫意空間2003的第二集內的「生日蛋糕紀事」，改編自《好味道》內同名故事[7]。
  - 女人多自在第一輯及第二輯
  - 「少年不識愁滋味」節目內的「八月的故事」，改編自《四季歌》內同名故事[8]，於2006年8月9日播出[9][10][11][12]。
  - 「愛·火花」節目內的「尾班車」，由陳慧擔任編劇[13]。
  - 「現代童話2001」教育節目內的「木偶之城」[14]
  - 「思潮作動-文明單位」，於2013年6月3日播出
  - 「好想藝術」內「說故事 / 作家 - 陳慧」，於2015年4月15日播出[15]
  - 「好想藝術 睇開啲」內<我們曾經以為懂得愛情>, 改編自《心如鐵》同名故事，於2017年2月22日播出[16]

- 電影
  - 《七月好風》--- 2007年由譚國明執導，董敏莉、森美、顧錦華主演，改編自《四季歌》內同名故事。
  - 《蛋撻》--- 由廖劍清執導，范萱蔚、劉紅荳、黃先洸主演，改編自《好味道》內〈蛋撻情緣〉。
  - 《自由行》--- 由應亮執導，宮哲、耐安、譚心悅主演，由陳慧、三三、應亮編劇，獲第38屆香港金像獎提名最佳編劇。

- 舞台劇
  - 小說作品《拾香記》於2000年由香港三角關係劇場改編成同名舞台劇，上演合共八場[17]。2007年再度公演共十二場[18]。
  - 小說作品《愛情戲》於2005年再度由三角關係劇場改編成同名舞台劇，上演合共四場，並參與演出前講座[19]。
  - 《獨行俠與亂世佳人》的文本，結合了戲作家許樹寧及音樂人金培達，於2004年成為香港藝術節委約作品[20]。

- 其他文字創作/訪問
  - 字花第一期 2006 年 4-5 月號《雙喜看煙花》
  - 陳輝陽創作作品中《陳輝陽十二金釵眾生花》的「三千年前/後」一曲中的獨白部份，由李香琴負責朗讀，於2007年7月26日發售[21]
  - 字花第十九期 2009 年 4-5 月號《日常生活》
  - 字花第二十六期 2010 年 7-8 月號《瘟疫：歐陽小灰寫的十段微博》
  - 字花第二十七期 2010 年 9-10 月號《月亮》
  - 字花第二十八期 2010 年 11-12 月號《擁有一切，或，甚麼也不要》
  - 字花第二十九期 2011 年 1-2 月號《心如鐵》
  - 字花第三十期 2011 年 3-4 月號《煙花落》
  - 字花第三十一期 2011 年 5-6 月號《刑警小津》
  - 字花第三十二期 2011 年 7-8 月號《愛與意志》
  - 字花第三十三期 2011 年 9-10 月號《倖存者》
  - 字花第三十四期 2011 年 11-12 月號《一天》
  - 字花第三十五期 2012 年 1-2 月號《時間關係》
  - 字花第三十六期 2012 年 3-4 月號《最後》
  - 字花第三十八期 2012 年 7-8 月號《灰燼之約》
  - 明報世紀版 2012 年 9 月 23 日起連載《穿牆人H》
  - 蘋果日報 2013 年 5 月10 日 《讀《看不見的城市》》[22]。
  - 讀書好 第六十九期 2013 年 6 月號 「別低估小事情的力量」訪問[23]。
  - 字花第四十四期 2013 年 7-8 月號《歸回紀》
  - 明報 2014 年 9 月 7 日「作家陳慧﹕無見過咁嘅香港」訪問
  - 端傳媒 2015 年 7 月 31 日起連載《異鄉人》
    - 所有故事人物均與其前作《拾香紀》有關連，只是背景換了在2014年香港，而敍事者連十香亦沒有「去世」

  - 明報 2016 年 2 月 7 日「陳慧在收拾」訪問
  - 明報 2016 年 11 月 20 日起連載《香草織》
  - 大學線 2016 年 12 月 14 日「走出文字世界 陳慧 愛香港的二三事」訪問
  - tbc app 2018 年 4 月「弟弟」線上連載小說
  - 字花2022 年 6 月起《小暴力》線上連載小說
  - 字花2022 年 7 月起《筆記簿》線上連載專欄

## 外部連結
- 陳慧—香港說書人 - 收錄陳慧作品簡介
- 陳慧──說不完的香港故事 - 摘自《誠品好讀》2002年11月號